# Cascade River (Bow River)
Der Cascade River ist ein linker Nebenfluss des Bow River in der kanadischen Provinz Alberta.

## Flusslauf
Der Cascade River ist ein Fluss in den Kanadischen Rocky Mountains. Der Flusslauf liegt innerhalb des Banff-Nationalparks. Er entspringt an der Nordflanke des Block Mountain. Er wird vom Bonnet-Gletscher gespeist. Der Cascade River fließt anfangs in östlicher Richtung, wendet sich dann aber nach Süden, durchfließt den Stewart Canyon und mündet in das Westende des Lake Minnewanka. Der aufgestaute See wird zur Stromgewinnung genutzt. Das Wasser wird zum Two Jack Lake umgeleitet, von wo es über einen Kanal und einen Druckstollen einem Wasserkraftwerk zufließt. Der Cascade River mündet schließlich 5 km östlich von Banff in den Bow River. Der Cascade River hat eine Länge von etwa 55 km.